# Syroloma minor
Syroloma minor är en spindelart som beskrevs av Simon 1900. Syroloma minor ingår i släktet Syroloma och familjen vargspindlar. Inga underarter finns listade i Catalogue of Life.